# Эскадренные миноносцы типа «Лейтенант Пущин»
Эскадренные миноносцы типа «Лейтенант Пу́щин», известные также как «тип Ж» и «тип З» (корабли, названия которых начинались на буквы Ж и З, относились соответственно к «типу Ж» или к «типу З») — тип эскадренных миноносцев, построенных для пополнения состава Черноморского флота Российской империи. Являлись дальнейшим развитием миноносцев типа «Буйный», одной из модификаций 350-тонного контр-миноносца.

## История проектирования
Обсуждение вопроса строительства новых 350-тонных миноносцев для Черноморского флота было начато в августе 1900 года. Миноносцы изначально предлагалось строить на балтийских верфях и своим ходом отправлять на Чёрное море, но из-за дипломатических трудностей, вызванных проводкой кораблей через Босфор и Дарданеллы было решено строить миноносцы разборными на Охтинской верфи фирмы «В. Крейтон и К°» в Санкт-Петербурге. Данное решение не стало окончательным — так как завод запросил за постройку миноносцев слишком высокую цену, Морское министерство передало заказ южным заводам, не имевшим достаточного опыта постройки кораблей этого класса. 19 ноября (2 декабря) 1900 года «Общество судостроительных и литейных заводов в Николаеве» получило заказ на строительство двух миноносцев водоизмещением 350 тонн («Белуга» и «Карп»), а в декабре этого же года Николаевский порт получил заказ на строительство ещё четырёх миноносцев («Угорь», «Рыбец», «Щука», «Карась»). Механизмы для миноносцев должны были изготовлять заводы «Ланге и сын» (Рига), завод Машино- и мостостроительного общества в Гельсингфорсе и санкт-петербургский Металлический завод.
Контракт с «Обществом судостроительных и литейных заводов в Николаеве» был подписан 27 февраля (12 марта) 1901 года. Согласно ему оба миноносца предписывалось строить по чертежам, скопированным с чертежей 350-тонных миноносцев типа «Буйный» производства Невского завода, отступления от чертежей «без письменного на то разрешения ГУКиС» контрактом запрещались. По условиям контракта завод должен был подготовить миноносцы к испытаниям в течение июля 1902 года. Договорная стоимость одного корабля равнялась 450 000 рублей.
Миноносцам предлагалось по традиции дать «рыбьи» названия («Белуга», «Карп», «Угорь», «Рыбец», «Щука», «Карась»), но так как приказ о их зачислении в списки флота совпал с приказом о их переименовании (9 (22) марта 1902 года), в состав флота они вошли под названиями «Завидный», «Заветный», «Жуткий», «Живой», «Жаркий» и «Живучий». В отличие от закладки крупных кораблей, пышного церемониала при закладке миноносцев не делалось, а церемонию закладки «Белуги» и «Карпа» управляющий Морским министерством отменил по причине незначительности, по его мнению, кораблей этого класса.

## История строительства и испытания
Корпуса миноносцев «Белуга» и «Карп» были доведены до верхней палубы к ноябрю 1901 года, после чего все работы по ним были приостановлены из-за задержки чертежей на дейдвудные трубы, которые должны были быть высланы из Санкт-Петербурга. Большая часть документации миноносцев находилась на «Невском заводе» в стадии разработки, в связи с чем её поступление сильно задерживалось: первая партия чертежей по механической части пришла в Николаев только в конце октября 1902 года, а информация о сделанных корректировках приходила на завод с опозданием, в результате чего перед самими испытаниями выяснилось, что «многие детали не соответствуют тем измерениям, которые были сделаны во время постройки и испытаний миноносцев Невского завода».
Из-за проведения различных переделок испытания миноносцев пришлось отложить ещё на два месяца — на конец 1903 года (общее опоздание в сроках готовности «Завидного» и «Заветного» составляло около 9 месяцев, а неустойка — более 120 000 рублей).
На испытаниях, проводившихся на мерной линии, «Заветный» не достиг контрактной скорости (по мнению специалистов, это объяснялось «исключительно неопытностью машинной прислуги и кочегаров»). Тем не менее, за невыполнение условий контракта заводу пришлось уплатить штраф.
Выявившиеся в процессе испытания миноносцев типа «Буйный» Невского завода недостатки требовали принятия спешных мер и по новым кораблям. Подверглось переделке офицерское помещение — перепланировано на отдельные каюты, камбуз был вынесен на верхнюю палубу, ходовой мостик расширен, установлена грот-мачта.
В кампанию 1904 года ни «Заветный», ни «Завидный» не смогли развить скорость более 15 узлов, что было вызвано, по свидетельству главного командира Черноморского флота и портов, совершенным незнакомством большинства кочегарной команды этих судов с установленными на них водотрубными котлами. На обоих миноносцах за первые месяцы эксплуатации вышло из строя 4750 водогрейных трубок, что потребовало их спешного заказа на Ижорском заводе. Положение удалось выправить лишь с прибытием на корабли более опытных кочегаров и машинной команды.
19 августа (1 сентября) 1903 года с Обществом судостроительных, механических и литейных заводов был заключён второй контракт на строительство трёх новых миноносцев серии (заложены 4 января следующего года под названиями «Задорный», «Звонкий» и «Зоркий» со сроком сдачи флоту 30 марта (12 апреля) 1905 года). Он предусматривал постройку новых кораблей «во всём согласно с чертежами ранее построенных миноносцев „Завидный“ и „Заветный“». Но опыт эксплуатации новых кораблей потребовал изменения первоначального проекта. В ходе пересмотра чертежей носовой торпедный аппарат был снят, количество мин Уайтхеда было сокращено до четырёх, взамен 381-мм торпедных аппаратов установлены более совершенные 450-миллиметровые. Кроме ходового мостика (над камбузом и штурманской рубкой) был установлен кормовой мостик без крыльев (чем он отличался от установленного на миноносцах типа «Грозный»). При установке на палубе пулемётных тумб были перемещены шлюпбалки.
Работы по модернизации серьёзно сдерживала несвоевременно поступавшая документация (её корректировкой продолжал заниматься Невский завод). Окончательный чертёж внутреннего расположения был получен строителями только 16 (29) февраля 1904 года, а чертежи расположения главного паропровода были задержаны ещё более чем на два с половиной месяца.
Спуск на воду «Зоркого» был произведён в октябре 1904 года, через месяц были спущены также миноносцы «Задорный» и «Звонкий». Сначала перебои с поставками и разнообразные переделки, а позднее крупнейшие забастовки периода Революции 1905—1907 годов сдвинули срок испытания миноносцев на осень 1905 года. «Звонкий» вышел на мерную милю 19 октября: при 90 % нагрузке машин произошло «вскипание воды» в котлах и при повторном выходе корабля 28 октября лопнула трубка правого водяного коллектора.
Во время Севастопольского вооружённого восстания стоявшие в Южной бухте Севастопольского порта миноносцы «Зоркий» и «Заветный» присоединились к революционной эскадре под командованием П. П. Шмидта. Испытания обоих кораблей были возобновлены только в декабре. Следствием модернизации миноносцев этой серии стала перегрузка, из-за которой ни один из кораблей не достиг контрактных 26 узлов. После длительных обсуждений в Главном управлении кораблестроения и снабжений (ГУКиС) корабли были приняты флотом в 1906 году.
Несвоевременное поступление в Николаевский порт чертежей с Невского завода также сильно затормозило работы по строительству миноносцев этого типа. Спуск на воду «Живого» состоялся лишь 28 марта (10 апреля) 1903 года. Механизмы для «Живучего» были изготовлены в ноябре 1903 года, но корпус корабля был завершён только через девять месяцев (общее опоздание постройки этого корабля составило более двадцать одного месяца). Были сорваны и контрактные сроки испытаний «Жаркого» и «Жуткого», механизмы для этих кораблей изготовлял Металлический завод. Начало испытаний «Живого» пришлось на декабрь 1905 года, в феврале следующего года он был принят в казну. За ним вошли в состав Черноморского флота «Живучий», «Жаркий» и «Жуткий».

## Модернизация 1909—1913 годов
В 1909—1913 годах все миноносцы типа «Лейтенант Пущин» прошли капитальный ремонт в Севастопольском порту. На кораблях были заменены водогрейные трубки в котлах, а на «Лейтенанте Пущине» заменили сами котлы, отремонтированы практически все главные и вспомогательные механизмы. Вместо пяти снятых 47-мм пушек Гочкиса на каждый эскадренный миноносец были добавлены одно кормовое 75-мм орудие и четыре 7,62-мм пулемёта. Число торпед было сокращено до трёх, а число мин заграждения, которое мог принимать каждый корабль, было увеличено до восемнадцати. Увеличился запас топлива, а также водоизмещение (до 450 т). К началу Первой мировой войны эсминцы серии «Ж» были снабжены моторными шлюпками.

## Представители
| Название                               | Заложен            | Спуск                     | В строю      | Флот              | Статус                                                                                    |
| -------------------------------------- | ------------------ | ------------------------- | ------------ | ----------------- | ----------------------------------------------------------------------------------------- |
| «Завидный»                             | 1902               | весна 1903                | конец 1903   | Черноморский флот | Исключён из списков кораблей РККФ 21 ноября 1925 года.                                    |
| «Заветный»                             | 1 (14) июля 1901   | конец 1901                | 1903         | Черноморский флот | Исключён из списков кораблей РККФ 13 декабря 1923 года.                                   |
| «Жуткий»                               | 1902               | май 1904                  | 1905         | Черноморский флот | Исключён из списков кораблей РККФ 21 ноября 1925 года.                                    |
| «Живой»                                | 1902               | 28 марта (10 апреля) 1906 | февраль 1906 | Черноморский флот | Затонул 15 ноября 1920.                                                                   |
| «Жаркий»                               | 1902               | май 1904                  | 1905         | Черноморский флот | В конце 1920-х разделан на металл.                                                        |
| «Живучий»                              | 1902               | май 1904                  | 1906         | Черноморский флот | Подорвался на мине 12(25) апреля 1916 года, 15 (28) марта 1917 исключён из списков судов. |
| «Лейтенант Пущин» до 1907 — «Задорный» | 4 (17) января 1904 | ноябрь 1904               | август 1907  | Черноморский флот | 15 (28) марта 1917 исключён из списков судов.                                             |
| «Звонкий»                              | 4 (17) января 1904 | ноябрь 1904               | август 1905  | Черноморский флот | В 1930 году разделан на металл.                                                           |
| «Зоркий»                               | 4 (17) января 1904 | октябрь 1904              | август 1905  | Черноморский флот | В 1930 году разделан на металл.                                                           |